# Ans Schut
 Johanna "Ans" Schut, född 26 november 1944 i Apeldoorn, är en nederländsk före detta skridskoåkare.
Schut blev olympisk guldmedaljör på 3 000 meter vid vinterspelen 1968 i Grenoble.